# Tuczne
Tuczne, Tuczna (ukr. Тучне) – wieś na Ukrainie w rejonie lwowskim (wcześniej w rejonie przemyślańskim) należącym do obwodu lwowskiego.

## Położenie
Na podstawie Słownika geograficznego Królestwa Polskiego i innych krajów słowiańskich: Tuczne to wieś w powiecie przemyślańskim, 15 km na południowy zachód od Przemyślan, 9 km na południowy wschód od Świrzu.

## Historia
W 1921 wieś liczyła 234 zagrody i 1397 mieszkańców, w tym 785 Ukraińców, 543 Polaków i 69 Żydów. W 1931 gospodarstw było 279 a mieszkańców 1509.
W II Rzeczypospolitej wieś w powiecie przemyślańskim województwa tarnopolskiego.
W 1944 r.  nacjonaliści ukraińscy z OUN-UPA zamordowali tutaj ok. 100 Polaków.